# سمك السلور الكهربائي
سمك السلور الكهربائي أو الرعّادة (باللاتينية: Malapteruridae) هو عائلة من سلوريات الشكل. تتضمن هذه العائلة جنسين، مالابيتيريروس وباردوجلانيس، مع 21 نوعًا. تمتلك عدة أنواع من هذه العائلة القدرة على إنتاج صدمات كهربائية تصل إلى 350 فولت باستخدام طبقات كهربائية بواسطة عضو كهربائي. يوجد سمك السلور الكهربائي في أفريقيا الاستوائية ونهر النيل. سمك السلور الكهربائي عادة ما يكون ليليًا وآكلا للحوم. تتغذى بعض الأنواع في المقام الأول على الأسماك الأخرى، عن طريق شل الفريسة بالصدمة الكهربائية، ولكن البعض الآخر يتغذى في القاع، ويتغذى على أشياء مثل اللافقاريات وبيض الأسماك والمخلفات. يمكن أن ينمو أكبرها إلى حوالي 1.2 متر (4 أقدام)، ولكن معظم الأنواع أصغر بكثير.

## الوصف
هذه المجموعة الوحيدة من سمك السلور التي لها أعضاء كهربائية متطورة. ومع ذلك، فإن أنظمة الاستلام الكهربائي منتشرة على نطاق واسع في سمك السلور. العضو الكهربائي مستمد من عضلات الجسم الأمامية ويبطن تجويف الجسم. سمك السلور الكهربائي ليس له زعانف ظهرية أو أشواك. لديهم ثلاثة أزواج من الشنبات. نفاخة العوم لها حجرات ممدودة.
يمكن أن تنمو أكبر لحوالي 1.2 م (4 قدم)و تزن 20 كجم.

## العلاقة بالبشر

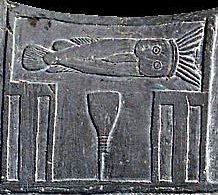
سمكة السلور على لوح نارمر

سمك السلور الكهربائي في النيل كان معروفًا جيدًا للمصريين القدماء. استخدم المصريون الصدمة الكهربائية من هذا السمك لعلاج آلام التهاب المفاصل. وكانو يستخدمون الأسماك الصغيرة فقط، لأن الأسماك الكبيرة قد تولد صدمة كهربائية من 300 إلى 400 فولت. صور المصريون الأسماك في لوحاتهم الجدارية وأماكن أخرى أول تصوير معروف لسمكة السلور الكهربائية موجود على لوحة نارمر للحاكم المصري ما قبل الأسرات نارمر حوالي 3100 قبل الميلاد. كان يطلق عليه «سمك السلور الغاضب» في مصر القديمة.
تم سرد خصائص هذه السمكة الكهربائية من قبل طبيب عربي من القرن الثاني عشر. في ذلك الحين كانت هذه الأسماك معروفة باسم الرعاد، أو أبو الرعش، أو الرعد.
تستخدم هذه السمكة الصدمة لإصطياد الفرئس والدفاع. ومن غير المعروف أن تكون قاتلة للبشر، ولكن سمك السلور الكهربائي الكبير يمكن أن يصعق شخصًا بالغًا. في أسماك السلور الكهربائية الصغيرة، يكون التيار المتولد أقل بكثير ويشعر الإنسان فقط برعشة.